# Frans Schwartz

Johan George Frans Schwartz, conocido como Frans Schwartz (Copenhague
, 19 de julio de 1850) – (Valby, 13 de febrero de 1917), fue un pintor danés.

## Datos biográficos y obra
Era hijo del reconocido artista y político danés Johan Adam Schwartz y de Thora Louise Kuhl. Realizó estudios en la Real Academia de Bellas Artes de Dinamarca y realizó su primera muestra en Charlottenborg ganando una medalla de oro por su obra Job y sus amigos.
Su obra se caracteriza por la excelencia de la composición, el dominio del color y la capacidad de profundizar en lo esencial de los personajes. Pintó retratos y temas religiosos, así como pinturas de mayores dimensiones.